# White Russian (musikalbum)
White Russian är ett album av den svenska jazzsångerskan Viktoria Tolstoy utgivet 1997 på EMI .

## Låtlista
1. Solitary (Esbjörn Svensson/Viktoria Tolstoy/Micke Littwold) – 4:11
2. Venus & Mars (Esbjörn Svensson/Viktoria Tolstoy/Magnus Öström/Dan Berglund/Micke Littwold) – 3:40
3. My Garden (Esbjörn Svensson/Viktoria Tolstoy/Eva Svensson) – 4:13
4. I Do Care (Esbjörn Svensson/Viktoria Tolstoy/Micke Littwold) – 3:36
5. Holy Water (Esbjörn Svensson/Viktoria Tolstoy/Micke Littwold) – 4:45
6. Wonderful Life (Esbjörn Svensson/Micke Littwold) – 3:45
7. Invisible Changes (Esbjörn Svensson/Viktoria Tolstoy/Eva Svensson) – 2:55
8. High-Heels (Esbjörn Svensson/Viktoria Tolstoy/Eva Svensson) – 4:46
9. For Your Love (Esbjörn Svensson/Viktoria Tolstoy/Micke Littwold) – 3:47
10. Casablanca (Esbjörn Svensson/Viktoria Tolstoy/Micke Littwold) – 5:36
11. Spring (Esbjörn Svensson/Viktoria Tolstoy/Micke Littwold) – 5:00
12. My Funny Valentine (Richard Rodgers/Lorenz Hart) – 5:39
13. Solitary (Esbjörn Svensson/Viktoria Tolstoy/Micke Littwold) – 3:06

## Medverkande
- Viktoria Tolstoy – sång
- Esbjörn Svensson – keyboards, vibrafon, glockenspiel
- Dan Berglund – bas
- Magnus Öström – trummor, tablas, slagverk
- Per "Ruskträsk" Johansson – sax
- Nils Landgren – trombon
- Mats Öberg – munspel

## Listplaceringar
| Lista (1997) | Topplacering |
| ------------ | ------------ |
| Sverige      | 19           |